# Transistor a giunzione bipolare

Simbolo del npn

Simbolo del pnp

In elettronica il transistor a giunzione bipolare (in inglese bipolar junction transistor, abbreviato BJT) è un tipo di transistor largamente usata nel campo dell'elettronica analogica principalmente come amplificatore di corrente e interruttore. Costituisce la famiglia più diffusa in elettronica insieme al transistor a effetto di campo rispetto a cui è in grado di offrire una maggiore corrente in uscita con lo svantaggio tuttavia di non avere il terminale di controllo isolato (gate).
Esso è composto da tre strati di materiale semiconduttore drogato, solitamente silicio, in cui lo strato centrale ha drogaggio opposto agli altri due, in modo da formare una doppia giunzione p-n. Ad ogni strato è associato un terminale: quello centrale prende il nome di «base», quelli esterni sono detti «collettore» ed «emettitore». Il principio di funzionamento si fonda sulla possibilità di controllare la conduttività elettrica del dispositivo, e quindi la corrente elettrica che lo attraversa, mediante l'applicazione di una tensione tra i suoi terminali. Tale dispositivo coinvolge sia gli elettroni, sia le lacune (portatori di carica maggioritari), e pertanto questo tipo di transistor è detto «bipolare».
Il transistor a giunzione bipolare può essere usato classicamente in tre configurazioni diverse dette a base comune, a collettore comune o a emettitore comune: questi termini si riferiscono al terminale privo di segnale (di solito perché collegato al potenziale di riferimento, direttamente o tramite un condensatore di bypass).

## Introduzione
Questo transistor è costituito sostanzialmente da due giunzioni p-n in antiserie: il terminale di base è il "collegamento fra le teste", mentre le estremità sono i due terminali di emettitore e collettore: il suo simbolo grafico rispecchia proprio questa caratteristica. Il suo funzionamento si basa sulla distanza fra le due giunzioni opposte, che deve essere molto minore della lunghezza di diffusione dei portatori di carica maggioritari delle zone di emettitore e collettore: questo fa sì che quando la giunzione emettitore-base passa in conduzione, i portatori di carica dall'emettitore diffondono in maggioranza nel collettore, rimanendo catturati dalla giunzione base-collettore, invece di raggiungere il terminale di base come dovrebbero (può quindi funzionare anche scambiando fra loro collettore ed emettitore, pur se con molta meno efficacia). Il rapporto β fra la corrente che viene catturata dal collettore e quella che raggiunge la base è uno dei parametri fondamentali di qualunque transistor a giunzione bipolare; generalmente vale da 50 a 800 o più, cioè la corrente al collettore è da 50 a 800 volte più grande di quella alla base.
Il piccolo simbolo del diodo sul terminale di emettitore, che identifica la polarità del transistor (pnp o npn) indica come sono orientate le giunzioni interne e quindi il tipo di portatori di carica maggioritari: i pnp hanno collettore ed emettitore di tipo p, quindi i portatori maggioritari sono le lacune; gli npn li hanno di tipo n, per cui sono elettroni. Nella progettazione e costruzione di circuiti elettronici, i transistor pnp e npn sono quasi del tutto identici per caratteristiche, ma le tensioni di polarizzazione ai loro capi devono essere di segno opposto.
Dunque, a seconda della polarizzazione, il transistor (al di là della configurazione), ha quattro regioni di funzionamento per tensioni di base crescenti:
- Regione attiva inversa.
- Regione di interdizione.
- Regione di saturazione.
- Regione attiva diretta.

## Correnti

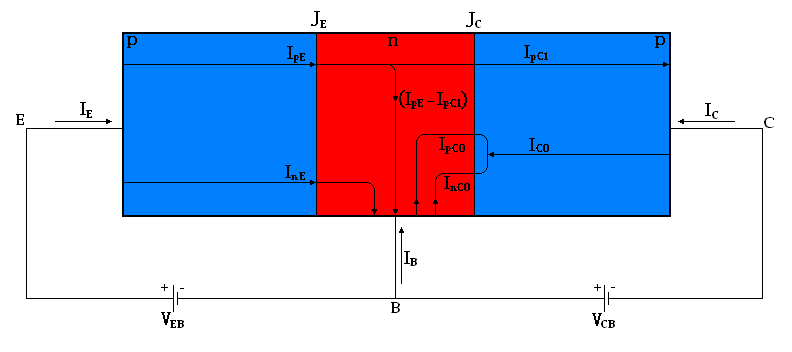
Schema delle correnti circolanti nel transistor ideale a giunzione bipolare pnp.

A questo punto possiamo vedere quali sono le correnti che circolano dentro il transistor pnp. Poiché esso ha tre terminali (base B, collettore C ed emettitore E), abbiamo tre correnti {\displaystyle \,I_{B},I_{C},I_{E}} che convenzionalmente si prendono entranti nel transistor e quindi positive. La corrente di emettitore è composta di una corrente di lacune {\displaystyle \,I_{pE}} e una di elettroni {\displaystyle \,I_{nE}}, entrambe hanno verso entrante nella base (ovviamente le lacune essendo positive passano dall'emettitore alla base e gli elettroni essendo negativi passano dalla base all'emettitore, ma il verso della corrente è lo stesso per entrambe). Dunque la corrente di emettitore è data da:
{\displaystyle \,\,I_{E}=I_{pE}+I_{nE}}
Una parte notevole della corrente {\displaystyle I_{pE}} attraversa la base e giunge al collettore, e si indica con {\displaystyle I_{pC1}}, l'altra parte di lacune che entrano nella base si ricombina con gli elettroni della base stessa ({\displaystyle I_{pE}-I_{pC1}}), mentre la corrente di elettroni {\displaystyle \,I_{nE}} (che si muovono ovviamente dalla base all'emettitore), essendo la base molto meno drogata rispetto all'emettitore, è molto inferiore rispetto alla corrente di lacune e quindi trascurabile.
La corrente di collettore è invece (essendo polarizzata inversamente) una piccola corrente di saturazione inversa, chiamata {\displaystyle \,I_{C0}}, che è composta da elettroni che passano dal collettore alla base {\displaystyle I_{nC0}} e da lacune che passano dalla base al collettore {\displaystyle I_{pC0}}. Anche nel collettore queste correnti hanno direzione convenzionale entrante nella base, ma effettivamente questa corrente esce dalla base. Dunque:

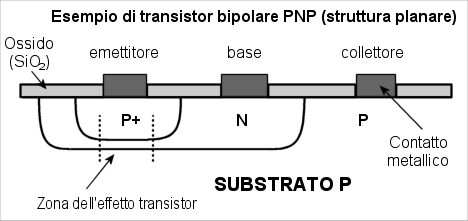
Struttura reale di pnp planare

{\displaystyle \,\,I_{C}=I_{C0}-I_{pC1}}
ma anche:
{\displaystyle I_{C0}=I_{nC0}+I_{pC0}}
Se indichiamo con {\displaystyle \alpha } la frazione di corrente di emettitore che raggiunge il collettore allora:
{\displaystyle \,\,I_{C}=I_{C0}-\alpha I_{E}}
{\displaystyle \alpha } prende il nome di amplificazione di corrente per grandi segnali in questo caso a base comune. Può essere espressa anche come:
{\displaystyle \alpha ={\frac {I_{C0}-I_{C}}{I_{E}}}}
Per come è definito {\displaystyle \alpha } è sempre positivo e ha valore compreso tra 0.9 - 0.999 e varia con la tensione {\displaystyle V_{CB}}.
Naturalmente le stesse considerazioni valgono nel transistor npn, dove si invertono i portatori di carica maggioritari e minoritari e quindi le notazioni cambiano di conseguenza: tuttavia le equazioni valgono in analogia.

## Regioni di lavoro
Il transistor viene spesso utilizzato come interruttore (switching transistor) adatto per attivare o disattivare circuiti, trasduttori, etc. In tutte queste applicazioni il funzionamento è legato a due particolari stati del transistor a giunzione bipolare: quello di saturazione (ON) e quello di interdizione (OFF).
Nella saturazione è indispensabile che le due giunzioni siano polarizzate direttamente. Per bassi valori {\displaystyle \ V_{CE}} (tensione tra collettore ed emettitore) la corrente di base {\displaystyle \ I_{B}} perde il controllo sulla corrente di collettore {\displaystyle \ I_{C}} e manca la proporzionalità {\displaystyle \ I_{C}=h_{fe}\cdot I_{B}} (dove {\displaystyle \ h_{fe}} sta per guadagno di corrente in continua).
I valori convenzionali delle tensioni di saturazione sono {\displaystyle \,V_{CE}=0,2V} e {\displaystyle \,V_{BE}=0,7V}.
Nell'interdizione il transistor non conduce (OFF) e questa condizione si verifica se entrambe le giunzioni sono polarizzate inversamente. Un transistor npn può essere considerato interdetto se la tensione {\displaystyle \ V_{BE}} è minore o uguale a zero, mentre un transistor pnp può considerarsi interdetto se {\displaystyle \ V_{BE}} è maggiore o uguale a zero.
Notevole importanza assume il tempo impiegato dal dispositivo per il passaggio da uno stato all'altro.
Nel caso ideale il transistor passa nello stato OFF e in quello ON e viceversa istantaneamente. Se questo fenomeno si verificasse non avremmo dispersioni di calore da parte del transistor a giunzione bipolare perché esso nello stato di interdizione e di saturazione non assorbe potenza. Infatti nello stato di interdizione non passa quasi corrente nel transistor e nello stato di saturazione esso presenta una tensione quasi nulla.

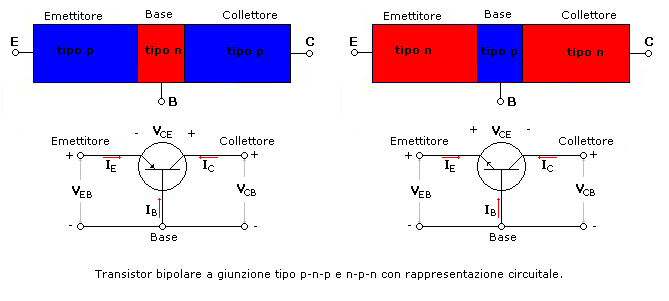

## Configurazioni

### A base comune

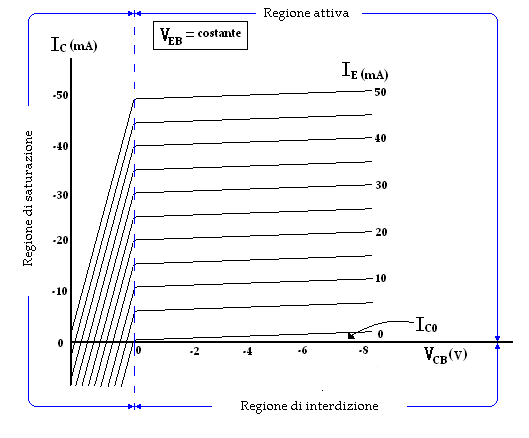
Caratteristiche di uscita in configurazione a base comune. Da notare che la tensione base-emettitore viene mantenuta costante.

Nel transistor pnp le correnti sono quelle descritte sopra. Nella configurazione a base comune la corrente è dovuta essenzialmente alle lacune, e la corrente {\displaystyle I_{C}} è completamente determinata dalla corrente {\displaystyle I_{E}} e dalla tensione {\displaystyle V_{CB}=V_{C}}. Inoltre la tensione {\displaystyle V_{EB}} è anche determinata da queste due variabili, e allora si può graficare la caratteristica d'uscita:
{\displaystyle I_{C}=f_{1}(V_{CB},I_{E})}
Il grafico della caratteristica di uscita ha in ascissa la {\displaystyle V_{CB}=V_{C}}, in ordinata {\displaystyle I_{C}} e viene parametrizzata in base ai valori di {\displaystyle I_{E}}, mantenendo costante {\displaystyle V_{EB}}. Come si nota vi sono tre regioni caratteristiche che sono anche generali: in tutte le configurazioni le regioni sono sempre quelle attiva, di interdizione e di saturazione.
Nel caso di transistor pnp a base comune la regione attiva è il caso in cui la giunzione {\displaystyle J_{C}} è polarizzata inversamente e {\displaystyle J_{E}} è polarizzata direttamente. Essa è rappresentata nella figura come una zona approssimativamente lineare.

### A emettitore comune

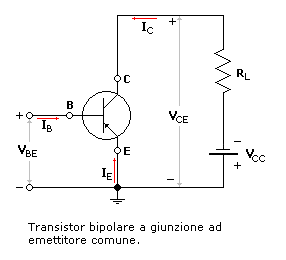
Transistor a giunzione bipolare nella configurazione ad emettitore comune

Come si vede dalla figura l'emettitore è collegato direttamente all'alimentazione, mentre la base si trova alla tensione {\displaystyle V_{BE}}. La {\displaystyle V_{CC}} è la tensione di alimentazione del circuito ed {\displaystyle R_{L}} è la resistenza di carico. La giunzione di emettitore risulta polarizzata direttamente e quella di collettore inversamente, siamo cioè nella regione attiva del transistor. Sappiamo che:
{\displaystyle (2)\,\,I_{B}=-I_{C}-I_{E}}
e che:
{\displaystyle (3)\,I_{C}=I_{C0}-\alpha I_{E}}
dunque ricaviamo la corrente di collettore:
{\displaystyle I_{C}=I_{C0}-\alpha \cdot (-I_{B}-I_{C})=I_{C0}+\alpha I_{B}+\alpha I_{C}}
mettendo in evidenza {\displaystyle I_{C}}:
{\displaystyle I_{C}={\frac {I_{C0}}{1-\alpha }}+{\frac {\alpha I_{B}}{1-\alpha }}}
In generale si definisce {\displaystyle (4)\,\,\beta ={\frac {\alpha }{1-\alpha }}} detta «amplificazione per ampi segnali», e dunque:
{\displaystyle (5)\,I_{C}=(1+\beta )I_{C0}+\beta I_{B}}
che si può approssimare, sapendo che {\displaystyle I_{B}>>I_{C0}} allora il primo addendo si può trascurare:
{\displaystyle (5')\,I_{C}\simeq \beta I_{B}}
che ci dice come il transistor si comporta come amplificatore: una piccola variazione della corrente di base produce, tramite il coefficiente {\displaystyle \beta }, una notevole variazione di corrente di collettore, essendo {\displaystyle 0{,}95\leq \alpha \leq 0{,}999} e dunque il coefficiente {\displaystyle \beta } dell'ordine di {\displaystyle 10^{2}}. In questo senso il transistor è anche un generatore di corrente controllato in corrente (o anche controllato in tensione), per questa sua caratteristica.

### A collettore comune
Questa configurazione viene usata comunemente come buffer di tensione. In tale dispositivo il nodo di collettore del transistore è connesso all'alimentazione (un generatore di tensione), il nodo di base fa da ingresso mentre il nodo di emettitore fa da uscita. Il nodo di emettitore "insegue" il potenziale applicato all'ingresso, da cui il nome «inseguitore di emettitore» (in inglese emitter follower), usato di solito per riferirsi a questa configurazione. L'equivalente a FET del collettore comune è il drain comune.

## Amplificazione
Si vede bene come il transistor reagisce ad una piccola variazione di tensione di ingresso, producendo una grande variazione di corrente di uscita: ecco il motivo per cui un transistor è un amplificatore, in particolare di corrente.
Le configurazioni fondamentali degli amplificatori a singolo transistor sono:
- Amplificatore ad emettitore comune.
- Amplificatore a base comune, usato ad esempio nel Cascode.
- Amplificatore a collettore comune che viene usato come inseguitore di emettitore.

## Modelli del transistor

### Modello di Ebers-Moll
Il modello più simile ad un transistor è quello di Ebers-Moll, poiché esso ha una rappresentazione molto più fisica del funzionamento del transistor e permette di considerarlo in tutte le sue regioni di funzionamento allo stesso modo. Il modello di Ebers-Moll identifica il transistor come formato da due diodi ideali posizionati in direzioni opposte con in parallelo ad ognuno di essi un generatore dipendente di corrente controllato in corrente. In generale l'equazione (1) può essere utilizzata per rappresentare le correnti del diodo simmetricamente, intendendo la corrente di ingresso sia quella di emettitore, come nella (1), sia quella di collettore:
{\displaystyle (1)\,I_{C}=-\alpha _{F}I_{E}+I_{C0}\left(1-e^{\frac {V_{C}}{V_{T}}}\right)}
{\displaystyle (6)\,I_{E}=-\alpha _{I}I_{C}+I_{E0}\left(1-e^{\frac {V_{E}}{V_{T}}}\right)}
Si possono ricavare anche le formule delle tensioni:
{\displaystyle (7)V_{C}=V_{T}\ln \left(1-{\frac {I_{C}+\alpha _{F}I_{E}}{I_{C0}}}\right)}
{\displaystyle (8)V_{E}=V_{T}\ln \left(1-{\frac {I_{E}+\alpha _{I}I_{C}}{I_{E0}}}\right)}
dove {\displaystyle \,\alpha _{F},\alpha _{I}} sono le amplificazioni di corrente per identificare che nel primo caso il transistor in modo diretto (forward) e nel secondo inverso (inverse), come avevamo preannunciato.

### Modello in corrente continua
Lo schema di fronte  è la rappresentazione di un transistor npn connesso a due sorgenti di tensione. Perché il transistor conduca corrente da C a E, si applica una tensione (di circa 0.7 volt) alla giunzione base-emettitore. Questa tensione è chiamata {\displaystyle V_{BE}}. Questo fa in modo che la giunzione p-n conduca permettendo a una corrente più grande ({\displaystyle I_{C}}) di scorrere nel collettore. La corrente totale che scorre in uscita è semplicemente la corrente di emettitore, {\displaystyle I_{E}}. Come tutti i componenti elettronici, la corrente totale in ingresso deve essere uguale alla corrente totale in uscita, quindi:
{\displaystyle I_{E}=I_{B}+I_{C}}
Questo comportamento può essere sfruttato per creare un interruttore digitale: se la tensione di base è semplicemente una serie di "acceso-spento", allora anche la corrente di collettore seguirà lo stesso andamento nel tempo
In termini generali, comunque, l'amplificazione {\displaystyle \beta _{dc}}, ovvero il guadagno del transistor, è estremamente dipendente dalla temperatura di esercizio: all'aumentare della stessa il guadagno aumenta.
In base alla tipologia di circuito elettronico che viene realizzato (ma in particolare nei circuiti amplificatori che richiedono al componente di lavorare nella zona lineare delle sue caratteristiche), il progettista dovrebbe sempre considerare una soddisfacente retroazione, tale da minimizzare gli effetti della variazione di temperatura.

### Modello per piccoli segnali
Qualora i segnali siano abbastanza piccoli, il transistor si comporta con sufficiente linearità e si può usare il modello ibrido del transistor.

### Modello del transistor ad alte frequenze
In questo caso non si possono utilizzare i modelli precedenti, perché il transistor non si comporta con linearità a causa delle nonlinearità di fase create dalle capacità parassite e del tempo di vita delle cariche minoritarie. In questo caso si usa il modello di Giacoletto o modello ibrido a parametri {\displaystyle \pi }.